# Torpedospora radiata
Torpedospora radiata är en svampart som beskrevs av Meyers 1957. Torpedospora radiata ingår i släktet Torpedospora, klassen Sordariomycetes, divisionen sporsäcksvampar och riket svampar.   Inga underarter finns listade i Catalogue of Life.